# Digimon Universe: Appli Monsters
Digimon Universe: Appli Monsters (デジモンユニバース アプリモンスターズ (Số mã bộc long Vũ trụ Ứng dụng quái thú) Dejimon Yunibāsu Apuri Monsutāzu) là loạt phim anime thứ bảy trong Digimon được sản xuất bởi Toei Animation. Phim được phát sóng tại Nhật Bản trên TV Tokyo, bắt đầu từ ngày 1 tháng 10 năm 2016 đến ngày 30 tháng 9 năm 2017.
Một trò chơi điện tử cùng tên do Nintendo 3DS được phát hành vào ngày 1 tháng 12 năm 2016.

## Sản xuất

### Anime
Digimon Universe Appli Monsters được sản xuất bởi Toei Animation và được phát sóng tại Nhật Bản trên TV Tokyo từ ngày 1 tháng 10 năm 2016 và được phát sóng trong 52 tập đến ngày 30 tháng 9 năm 2017. Ca khúc mở đầu series trong 25 tập đầu tiên là DiVE!! do Amatsuki trình bày và các tập còn lại là bài Gatchen! (ガッチェン!) do SymaG trình bày. Bài hát kết thúc 13 tập đầu tiên là Aoi Honoo Shindoroumu (青い炎シンドローム Aoi Honō Shindorōmu) do Iina Riho trình bày, bài Ai (アイ) do Wajima Ami trình bày trong các tập từ 14 đến 25, bài Little ruby (リトルピ Rita Rupi) do Ange☆Reve trình bày trong các tập từ 26 đến 38 và từ tập 39 trở đi là bài Perfect World (パーフェクトワールド Pāfekuto Wārudo) do Traffic Light trình bày.

### Phân vai lồng tiếng
| Nhân vật             | Lồng tiếng Nhật    |
| -------------------- | ------------------ |
| Shinkai Haru         | Uchiyama Yumi      |
| Karan Eri            | Shōji Umeka        |
| Asuka Torajirou      | Suzuko Mimori      |
| Katsura Rei          | Toyonaga Toshiyuki |
| Oozora Yuujin        | Furukawa Makoto    |
| Kashiki Ai           | Fuchigami Mai      |
| Wato Takeru (Watson) | Hirohashi Ryou     |
| Gatchmon             | Kikuchi Kokoro     |
| Dokamon              | Kumai Motoko       |
| Musimon              | Nao Tamura         |
| Hackmon              | Sakaguchi Daisuke  |
| Offmon               | Shimamura Yuu      |